# Primera División de Chile 2018
La Primera División de Chile 2018 (también conocido como «Campeonato Nacional Scotiabank 2018» (por razones de patrocinio) fue la 102.º edición de la primera categoría del fútbol chileno. El campeonato lo organiza la Asociación Nacional de Fútbol Profesional.
El campeonato culminó con la consagración de Universidad Católica, club que lideró el campeonato 26 de las 30 fechas, levantó su decimotercer trofeo en torneos de la Primera División, la tercera estrella obtenida fuera de Santiago, y dio la vuelta olímpica en Temuco por segunda vez, tras consagrarse bicampeón en el estadio Germán Becker en 2016.  Universidad de Concepción logró su segundo subcampeonato y su tercera clasificación a Copa Libertadores.

## Sistema de campeonato
Se jugaron 30 fechas, bajo el sistema conocido como todos contra todos, en dos ruedas. En este torneo se usó el sistema de puntos, de acuerdo a la reglamentación de la Internacional F.A. Board, asignándose tres puntos, al equipo que resulte ganador; un punto, a cada uno en caso de empate; y cero punto al perdedor. El club que resultó campeón, además del 2.° y 3.° lugar clasificaron a la Copa Libertadores 2019, mientras el 4.°, 5.°, 6.° y 7.° se llevaron un cupo a la Copa Sudamericana 2019. En la zona baja, los últimos dos clasificados descendieron automáticamente a la Primera B 2019.
El orden de clasificación de los equipos, se determinó en una tabla de cómputo general, de la siguiente manera:
- 1) Mayor cantidad de puntos;
- 2) Mayor diferencia de goles a favor; en caso de igualdad;
- 3) mayor cantidad de partidos ganados; en caso de igualdad;
- 4) Mayor cantidad de goles convertidos; en caso de igualdad;
- 5) Mayor cantidad de goles de visita marcados; en caso de igualdad;
- 6) Menor cantidad de tarjetas rojas recibidas; en caso de igualdad;
- 7) Menor cantidad de tarjetas amarillas recibidas; en caso de igualdad;
- 8) Sorteo.

En cuanto al campeón del torneo y al 2.° descendido, se definió de acuerdo al siguiente sistema:
- A) Mayor cantidad de puntos obtenidos; en caso de igualdad;

- B) Partido de definición en cancha neutral.

En caso de que la igualdad fuera de más de dos equipos, esta se dejaría reducida a dos clubes, de acuerdo al orden de clasificación de los equipos determinado anteriormente.

## Árbitros

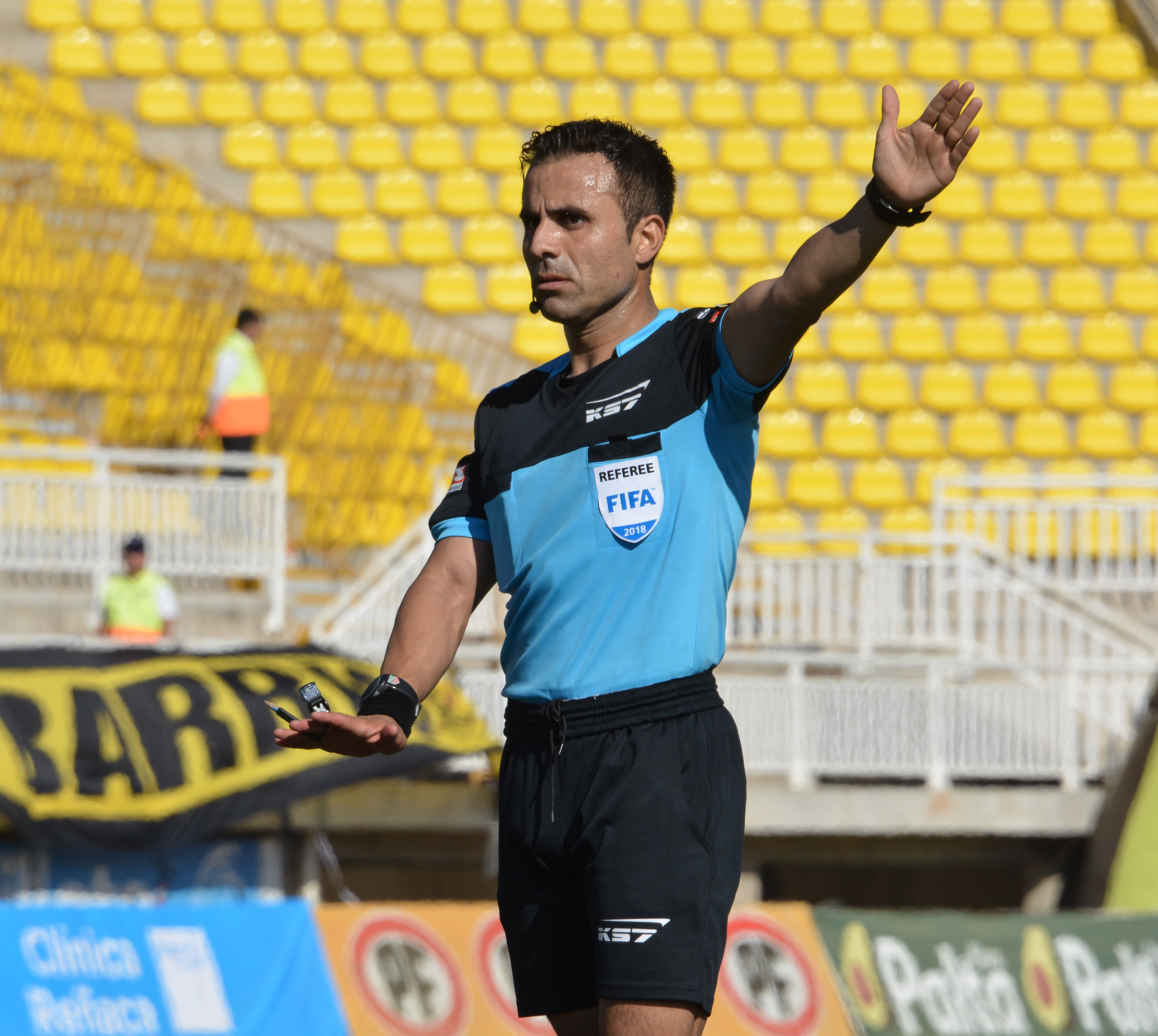
Piero Maza, árbitro con categoría FIFA.

Esta es la lista de todos los árbitros disponibles que podrán dirigir partidos este torneo. Los árbitros que aparecen en la lista, pueden dirigir en las otras dos categorías profesionales, si la ANFP así lo estime conveniente. Los árbitros Franco Arrué, Cristián Andaur, Julio Bascuñán, César Deischler, Eduardo Gamboa, Francisco Gilabert, Felipe González, Ángelo Hermosilla, Héctor Jona, Piero Maza, Jorge Osorio, Christian Rojas, Roberto Tobar y Carlos Ulloa, seguirán siendo árbitros de la categoría y a ellos, se les unirán los árbitros Fabián Aracena, José Cabero y Cristián Garay, quienes se incorporan a la categoría, provienentes de la Primera B. Además, César Deischler, Carlos Ulloa y Piero Maza pasan a ser árbitros FIFA.
Eduardo Gamboa fue sancionado el día 2 de enero y estará inhabilitado de dirigir por 4 meses y medio, aunque no perderá su parche de árbitro FIFA, por el vergonzoso episodio de la revancha, de la definición de la Segunda División Profesional, entre Deportes Melipilla y Deportes Vallenar (que terminó con el equipo nortino ganando por cancha el ascenso a la Primera B, pero debido a la decisión de la ANFP, de repetir los penales el 27 de diciembre en La Serena, a la cual los nortinos no se presentaron, terminó con el equipo melipillano obteniendo el ascenso por secretaría), mientras que el otro árbitro involucrado Ángelo Hermosilla, fue sancionado con 3 meses y medio sin arbitrar, por acompañar a Gamboa, en la revancha de ese partido.
| Árbitros           | Edad    | Categoría                 |
| ------------------ | ------- | ------------------------- |
| Cristián Andaur    | 46 años |                           |
| Fabián Aracena     | 40 años |                           |
| Franco Arrué       | 47 años |                           |
| Julio Bascuñán     | 47 años | Árbitro de Categoría FIFA |
| José Cabero        | 40 años |                           |
| César Deischler    | 48 años | Árbitro de Categoría FIFA |
| Eduardo Gamboa     | 48 años | Árbitro de Categoría FIFA |
| Cristián Garay     | 36 años |                           |
| Francisco Gilabert | 43 años |                           |
| Felipe González    | 45 años |                           |
| Angelo Hermosilla  | 46 años |                           |
| Héctor Jona        | 43 años |                           |
| Piero Maza         | 40 años | Árbitro de Categoría FIFA |
| Christian Rojas    | 49 años |                           |
| Roberto Tobar      | 47 años | Árbitro de Categoría FIFA |
| Carlos Ulloa       | 49 años | Árbitro de Categoría FIFA |

## Equipos participantes

### Equipos por región
| Equipo                    | Región        | Comuna        |
| ------------------------- | ------------- | ------------- |
| Deportes Iquique          | Tarapacá      | Iquique       |
| Deportes Antofagasta      | Antofagasta   | Antofagasta   |
| Everton                   | Valparaíso    | Viña del Mar  |
| San Luis                  | Valparaíso    | Quillota      |
| Unión La Calera           | Valparaíso    | La Calera     |
| Audax Italiano            | Metropolitana | La Florida    |
| Colo-Colo                 | Metropolitana | Macul         |
| Palestino                 | Metropolitana | La Cisterna   |
| Unión Española            | Metropolitana | Independencia |
| Universidad Católica      | Metropolitana | Las Condes    |
| Universidad de Chile      | Metropolitana | Nuñoa         |
| O'Higgins                 | O'Higgins     | Rancagua      |
| Curicó Unido              | Maule         | Curicó        |
| Huachipato                | Biobío        | Talcahuano    |
| Universidad de Concepción | Biobío        | Concepción    |
| Deportes Temuco           | Araucanía     | Temuco        |

| Audax Italiano Universidad de Chile Colo-Colo Universidad Católica Unión Española Palestino |

## Relevos
| Pos | a Primera División 2018 |
| --- | ----------------------- |
| 1.º | Unión La Calera         |

| Pos  | a Primera B 2018   |
| ---- | ------------------ |
| 16.º | Santiago Wanderers |

## Información
| Equipo                                             | Entrenador             | Estadio                          | Capacidad | Marca                 | Patrocinador            |
| -------------------------------------------------- | ---------------------- | -------------------------------- | --------- | --------------------- | ----------------------- |
| Audax Italiano                                     | Juan José Ribera       | Bicentenario de La Florida       | 12 000    | Macron                | Traverso                |
| Colo-Colo                                          | Héctor Tapia           | Monumental                       | 47 347    | Under Armour          | MG Motor                |
| Curicó Unido                                       | Jaime Vera             | La Granja                        | 8278      | One Fit               | Multihogar              |
| Deportes Antofagasta                               | Gerardo Ameli          | Bicentenario Calvo y Bascuñán    | 21 000    | CAFU - Tro Deportes   | Minera Escondida        |
| Deportes Iquique                                   | Luis Musrri            | Municipal de Cavancha            | 5500      | Rete                  | Universidad Arturo Prat |
| Deportes Temuco                                    | Miguel Ponce           | Bicentenario Germán Becker       | 18 000    | Capelli Sport         | Rosen                   |
| Everton                                            | Javier Torrente        | Sausalito                        | 21 000    | Pirma                 | Fox Sports              |
| Huachipato                                         | Nicolás Larcamón       | Huachipato-CAP Acero             | 10 500    | Mitre                 | PF Alimentos            |
| O'Higgins                                          | Marco Antonio Figueroa | El Teniente                      | 14 000    | Adidas                | VTR                     |
| Palestino                                          | Ivo Basay              | Municipal de La Cisterna         | 12 000    | Training Professional | Bank of Palestine       |
| San Luis                                           | Mauricio Riffo         | Lucio Fariña Fernández           | 7500      | Capelli Sport         | PF Alimentos            |
| Unión Española                                     | Fernando Díaz          | Santa Laura Universidad-SEK      | 19 000    | Kappa                 | Universidad SEK         |
| Unión La Calera                                    | Francisco Meneghini    | Lucio Fariña Fernández           | 7700      | KS7                   | PF Alimentos            |
| Universidad Católica                               | Beñat San José         | San Carlos de Apoquindo          | 15 281    | Umbro                 | DirecTV                 |
| Universidad de Chile                               | Frank Kudelka          | Nacional Julio Martínez Pradanos | 49 000    | Adidas                | Chevrolet               |
| Universidad de Concepción                          | Francisco Bozán        | Ester Roa Rebolledo              | 33 000    | KS7                   | Salazar Israel          |
| Actualizado el 3 de noviembre de 2018, 22:00 UTC-3 |                        |                                  |           |                       |                         |
| 1. 2.                                              |                        |                                  |           |                       |                         |

## Jugadores extranjeros
Cada equipo podrá incluir dentro de su lista de jugadores, un máximo de cinco extranjeros, los jugadores juveniles no se consideran y algunos jugadores poseen nacionalidad chilena por lo que no incluyen en la lista, la información dada en la lista, puede variar durante el período de fichajes. Además algunos equipos pueden exceder este límite, siempre y cuando el período ya mencionado, aún no haya finalizado bajo la condición de que el jugador que exceda el límite, no esté inscrito reglamentariamente.
| Jugadores extranjeros                              | Jugadores extranjeros | Jugadores extranjeros | Jugadores extranjeros | Jugadores extranjeros | Jugadores extranjeros | Jugadores extranjeros |
| Equipo                                             | Jugador 1             | Jugador 2             | Jugador 3             | Jugador 4             | Jugador 5             | Excedente             |
| -------------------------------------------------- | --------------------- | --------------------- | --------------------- | --------------------- | --------------------- | --------------------- |
| Audax Italiano                                     | Manuel Fernández      | Jonathan Herrera      | Cristián Bogado       | Sergio Santos         | Darío Bottinelli      |                       |
| Colo-Colo                                          | Agustín Orión         | Matías Zaldivia       | Juan Insaurralde      | Damián Pérez          | Lucas Barrios         | [ extra. 1 ]          |
| Curicó Unido                                       | Mauro Quiroga         | Ricardo Blanco        | Nicolás Gauna         | Daniel Franco         | Neri Bandiera         |                       |
| Deportes Antofagasta                               | Flavio Ciampichetti   | Pablo Becker          | Eduard Bello          | Rodrigo Contreras     |                       |                       |
| Deportes Iquique                                   | Carlos Sierra         | Edwuin Pernía         | Gonzalo Bustamante    | Leonardo Rolón        | Hernán Lopes          |                       |
| Deportes Temuco                                    | Lucas Campana         | Jonathan Requena      | Nicolás Bertochi      | Tomás Charles         | Alfredo Ábalos        |                       |
| Everton                                            | Iván Ochoa            | Juan Cuevas           | Marco Bueno           | Francisco Venegas     |                       |                       |
| Huachipato                                         | Carlos Lampe          | Gabriel Torres        | José Caraballo        | Federico Pereyra      | Charlis Ortiz         | [ extra. 2 ]          |
| O'Higgins                                          | Nicolás Oroz          | Maximiliano Salas     | Nicolás Mazzola       | Matías Vera           |                       |                       |
| Palestino                                          | Alejandro Gonzalez    | Oliver Benítez        | Julián Fernández      | Jorge Rodríguez       | Agustín Farías        | [ extra. 3 ]          |
| San Luis                                           | Joaquín Pereyra       | Jacobo Mansilla       | Mauro Caballero       | Maximiliano Rodríguez | Franco Vivas          |                       |
| Unión Española                                     | Tobías Figueroa       | Santiago Gallucci     | Sebastián Jaime       | Ramiro Carrera        | Ángelo Pizzorno       |                       |
| Unión La Calera                                    | Pablo Alvarado        | Ángel Rodríguez       | Gonzalo Abán          | Carlos Núñez          | Mariano Barbieri      | [ extra. 4 ]          |
| Universidad Católica                               | Luciano Aued          | Diego Buonanotte      | Germán Voboril        | Matías Dituro         | Sebastián Sáez        | [ extra. 5 ]          |
| Universidad de Chile                               | Leandro Benegas       | Matías Rodríguez      | Yéferson Soteldo      | Rafael Vaz            |                       | [ extra. 6 ]          |
| Universidad de Concepción                          | Jonathan Benítez      | Sergio Vittor         | Gustavo Mencia        | Francisco Portillo    | Guido Vadalá          | [ extra. 7 ]          |
| Actualizado el 12 de septiembre de 2018, 18:31 UTC |                       |                       |                       |                       |                       |                       |
| 1. 2. 3. 4. 5. 6. 7.                               |                       |                       |                       |                       |                       |                       |

## Clasificación
| Pos. | Equipo                    | Pts. | PJ | G  | E  | P  | GF | GC | Dif. |  |
| ---- | ------------------------- | ---- | -- | -- | -- | -- | -- | -- | ---- |  |
| 1    | Universidad Católica (C)  | 61   | 30 | 17 | 10 | 3  | 39 | 25 | +14  |  |
| 2    | Universidad de Concepción | 58   | 30 | 18 | 4  | 8  | 45 | 31 | +14  |  |
| 3    | Universidad de Chile      | 57   | 30 | 18 | 3  | 9  | 45 | 37 | +8   |  |
| 4    | Deportes Antofagasta      | 53   | 30 | 14 | 11 | 5  | 48 | 33 | +15  |  |
| 5    | Colo-Colo                 | 43   | 30 | 12 | 7  | 11 | 40 | 38 | +2   |  |
| 6    | Unión La Calera           | 43   | 30 | 13 | 4  | 13 | 38 | 38 | 0    |  |
| 7    | Unión Española            | 41   | 30 | 9  | 14 | 7  | 44 | 42 | +2   |  |
| 8    | O'Higgins                 | 41   | 30 | 12 | 5  | 13 | 41 | 41 | 0    |  |
| 9    | Huachipato                | 39   | 30 | 10 | 9  | 11 | 39 | 32 | +7   |  |
| 10   | Audax Italiano            | 34   | 30 | 8  | 10 | 12 | 40 | 40 | 0    |  |
| 11   | Everton                   | 34   | 30 | 9  | 7  | 14 | 39 | 44 | −5   |  |
| 12   | Curicó Unido              | 34   | 30 | 8  | 10 | 12 | 35 | 40 | −5   |  |
| 13   | Palestino CC              | 32   | 30 | 7  | 11 | 12 | 41 | 45 | −4   |  |
| 14   | Deportes Iquique          | 32   | 30 | 7  | 11 | 12 | 34 | 42 | −8   |  |
| 15   | Deportes Temuco (D)       | 28   | 30 | 6  | 10 | 14 | 29 | 45 | −16  |  |
| 16   | San Luis de Quillota (D)  | 23   | 30 | 5  | 8  | 17 | 24 | 48 | −24  |  |

Actualizado a los partidos jugados el 4 de diciembre de 2018.
 Fuente: RSSSF
     Campeón. Clasifica a la Copa Libertadores.
     Clasifica a la Copa Libertadores.
     Clasifica a la Copa Sudamericana.
     Desciende a la Primera B.

## Evolución de la clasificación
| Equipo / Fecha            | 01 | 02 | 03 | 04 | 05 | 06 | 07 | 08 | 09 | 10 | 11 | 12 | 13 | 14 | 15 | 16 | 17 | 18 | 19 | 20 | 21 | 22 | 23 | 24 | 25 | 26 | 27 | 28 | 29 | 30 |
| ------------------------- | -- | -- | -- | -- | -- | -- | -- | -- | -- | -- | -- | -- | -- | -- | -- | -- | -- | -- | -- | -- | -- | -- | -- | -- | -- | -- | -- | -- | -- | -- |
| Universidad Católica      | 7  | 1  | 1  | 1  | 1  | 1  | 1  | 2  | 1  | 1  | 1  | 1  | 1  | 1  | 1  | 2  | 1  | 1  | 1  | 1  | 1  | 1  | 1  | 1  | 1  | 1  | 1  | 1  | 1  | 1  |
| Universidad de Concepción | 16 | 14 | 14 | 16 | 12 | 8  | 7  | 4  | 3  | 3  | 2  | 2  | 2  | 2  | 2  | 1  | 2  | 2  | 2  | 2  | 3  | 2  | 2  | 3  | 2  | 2  | 2  | 3  | 2  | 2  |
| Universidad de Chile      | 13 | 10 | 2  | 2  | 2  | 2  | 2  | 1  | 2  | 2  | 3  | 3  | 4  | 5  | 4  | 4  | 6  | 6  | 6  | 5  | 6  | 5  | 5  | 5  | 4  | 4  | 3  | 2  | 3  | 3  |
| Deportes Antofagasta      | 10 | 6  | 8  | 4  | 7  | 6  | 5  | 8  | 6  | 5  | 6  | 6  | 6  | 4  | 5  | 6  | 4  | 4  | 4  | 4  | 4  | 4  | 3  | 2  | 3  | 3  | 4  | 4  | 4  | 4  |
| Colo-Colo                 | 4  | 2  | 4  | 6  | 4  | 5  | 5  | 6  | 4  | 4  | 4  | 4  | 5  | 6  | 6  | 5  | 5  | 5  | 5  | 6  | 5  | 6  | 6  | 6  | 6  | 7  | 7  | 6  | 5  | 5  |
| Unión La Calera           | 6  | 11 | 5  | 9  | 8  | 9  | 8  | 7  | 8  | 6  | 5  | 5  | 3  | 3  | 3  | 3  | 3  | 3  | 3  | 3  | 2  | 3  | 4  | 4  | 5  | 5  | 5  | 5  | 6  | 6  |
| Unión Española            | 5  | 4  | 6  | 8  | 9  | 11 | 11 | 9  | 9  | 8  | 9  | 7  | 8  | 7  | 7  | 8  | 8  | 8  | 8  | 7  | 7  | 7  | 7  | 7  | 8  | 8  | 8  | 8  | 7  | 7  |
| O’Higgins                 | 2  | 7  | 3  | 5  | 3  | 4  | 4  | 5  | 7  | 9  | 7  | 8  | 7  | 8  | 8  | 7  | 7  | 7  | 7  | 8  | 8  | 9  | 9  | 9  | 9  | 9  | 9  | 9  | 9  | 8  |
| Huachipato                | 1  | 3  | 7  | 3  | 6  | 3  | 3  | 3  | 5  | 7  | 8  | 9  | 9  | 9  | 10 | 10 | 10 | 10 | 9  | 9  | 9  | 8  | 8  | 8  | 7  | 6  | 6  | 7  | 8  | 9  |
| Audax Italiano            | 15 | 15 | 15 | 10 | 11 | 15 | 14 | 16 | 15 | 15 | 14 | 14 | 16 | 15 | 15 | 14 | 14 | 12 | 13 | 12 | 10 | 11 | 10 | 11 | 10 | 10 | 10 | 11 | 10 | 10 |
| Everton                   | 9  | 9  | 12 | 13 | 10 | 12 | 13 | 14 | 16 | 16 | 15 | 15 | 15 | 16 | 16 | 16 | 16 | 16 | 16 | 15 | 16 | 15 | 15 | 12 | 13 | 14 | 14 | 14 | 13 | 11 |
| Curicó Unido              | 14 | 16 | 16 | 15 | 15 | 10 | 10 | 13 | 12 | 13 | 13 | 12 | 12 | 11 | 11 | 11 | 11 | 14 | 14 | 14 | 14 | 14 | 12 | 14 | 12 | 12 | 11 | 10 | 11 | 12 |
| Palestino                 | 12 | 12 | 9  | 7  | 5  | 7  | 9  | 10 | 10 | 10 | 10 | 11 | 11 | 10 | 9  | 9  | 9  | 9  | 10 | 10 | 11 | 12 | 13 | 13 | 14 | 13 | 12 | 13 | 14 | 13 |
| Deportes Iquique          | 3  | 8  | 11 | 12 | 14 | 16 | 16 | 12 | 13 | 11 | 11 | 10 | 10 | 12 | 12 | 12 | 12 | 13 | 12 | 11 | 13 | 10 | 11 | 10 | 11 | 11 | 13 | 12 | 12 | 14 |
| Deportes Temuco           | 11 | 13 | 13 | 14 | 16 | 13 | 12 | 15 | 14 | 14 | 16 | 16 | 13 | 13 | 13 | 13 | 13 | 11 | 11 | 13 | 12 | 13 | 14 | 15 | 15 | 15 | 16 | 15 | 15 | 15 |
| San Luis                  | 8  | 5  | 10 | 11 | 13 | 14 | 15 | 11 | 11 | 12 | 12 | 13 | 14 | 14 | 14 | 15 | 15 | 15 | 15 | 16 | 15 | 16 | 16 | 16 | 16 | 16 | 15 | 16 | 16 | 16 |

## Resultados

### Primera rueda
| Fecha 1                   | Fecha 1   | Fecha 1          | Fecha 1                 | Fecha 1      | Fecha 1 |
| Local                     | Resultado | Visita           | Estadio                 | Fecha        | Hora    |
| ------------------------- | --------- | ---------------- | ----------------------- | ------------ | ------- |
| Universidad Católica      | 2-1       | Deportes Temuco  | San Carlos de Apoquindo | 2 de febrero | 20:00   |
| Deportes Antofagasta      | 1-2       | Colo-Colo        | Calvo y Bascuñán        | 3 de febrero | 12:00   |
| Palestino                 | 1-2       | Unión La Calera  | La Cisterna             | 3 de febrero | 17:30   |
| Universidad de Concepción | 0-2       | O'Higgins        | Ester Roa               | 3 de febrero | 20:00   |
| Everton                   | 2-3       | Deportes Iquique | Sausalito               | 4 de febrero | 12:00   |
| Universidad de Chile      | 1-2       | Unión Española   | Nacional                | 4 de febrero | 18:00   |
| Audax Italiano            | 2-4       | Huachipato       | La Florida              | 4 de febrero | 20:30   |
| San Luis                  | 1-0       | Curicó Unido     | Lucio Fariña            | 5 de febrero | 20:00   |

| Fecha 2          | Fecha 2   | Fecha 2                   | Fecha 2             | Fecha 2       | Fecha 2 |
| Local            | Resultado | Visita                    | Estadio             | Fecha         | Hora    |
| ---------------- | --------- | ------------------------- | ------------------- | ------------- | ------- |
| Unión La Calera  | 1-3       | Deportes Antofagasta      | Lucio Fariña        | 9 de febrero  | 19:00   |
| Unión Española   | 2-2       | Palestino                 | Santa Laura         | 9 de febrero  | 21:30   |
| Deportes Iquique | 1-2       | Universidad de Chile      | Zorros del Desierto | 10 de febrero | 18:00   |
| Deportes Temuco  | 1-1       | Universidad de Concepción | Germán Becker       | 10 de febrero | 20:30   |
| Huachipato       | 1-1       | San Luis                  | Huachipato-CAP      | 11 de febrero | 12:00   |
| Curicó Unido     | 1-3       | Universidad Católica      | La Granja           | 11 de febrero | 18:00   |
| Colo-Colo        | 3-2       | Audax Italiano            | Monumental          | 11 de febrero | 20:30   |
| O'Higgins        | 1-2       | Everton                   | El Teniente         | 12 de febrero | 20:00   |

| Fecha 3                   | Fecha 3   | Fecha 3              | Fecha 3     | Fecha 3       | Fecha 3 |
| Local                     | Resultado | Visita               | Estadio     | Fecha         | Hora    |
| ------------------------- | --------- | -------------------- | ----------- | ------------- | ------- |
| Universidad de Chile      | 3-0       | San Luis             | Nacional    | 16 de febrero | 20:00   |
| Everton                   | 0-1       | Universidad Católica | Sausalito   | 17 de febrero | 12:00   |
| Palestino                 | 2-1       | Colo-Colo            | Nacional    | 17 de febrero | 18:00   |
| Universidad de Concepción | 0-0       | Curicó Unido         | Ester Roa   | 17 de febrero | 20:30   |
| Deportes Iquique          | 0-1       | Unión La Calera      | Cavancha    | 18 de febrero | 12:00   |
| O'Higgins                 | 2-1       | Huachipato           | El Teniente | 18 de febrero | 18:00   |
| Unión Española            | 1-1       | Deportes Antofagasta | Santa Laura | 18 de febrero | 20:30   |
| Audax Italiano            | 1-1       | Deportes Temuco      | La Pintana  | 19 de febrero | 20:00   |

| Fecha 4              | Fecha 4   | Fecha 4                   | Fecha 4                 | Fecha 4       | Fecha 4 |
| Local                | Resultado | Visita                    | Estadio                 | Fecha         | Hora    |
| -------------------- | --------- | ------------------------- | ----------------------- | ------------- | ------- |
| Colo-Colo            | 1-1       | O'Higgins                 | Monumental              | 23 de febrero | 20:00   |
| Huachipato           | 3-0       | Universidad de Concepción | Huachipato-CAP          | 24 de febrero | 12:00   |
| San Luis             | 0-1       | Palestino                 | Lucio Fariña            | 24 de febrero | 18:00   |
| Universidad Católica | 1-0       | Unión La Calera           | San Carlos de Apoquindo | 24 de febrero | 20:30   |
| Deportes Antofagasta | 2-1       | Deportes Iquique          | Calvo y Bascuñán        | 25 de febrero | 12:00   |
| Deportes Temuco      | 0-1       | Universidad de Chile      | Germán Becker           | 25 de febrero | 18:00   |
| Audax Italiano       | 1-0       | Everton                   | El Teniente             | 25 de febrero | 20:30   |
| Curicó Unido         | 4-4       | Unión Española            | La Granja               | 26 de febrero | 20:00   |

| Fecha 5              | Fecha 5   | Fecha 5                   | Fecha 5             | Fecha 5    | Fecha 5 |
| Local                | Resultado | Visita                    | Estadio             | Fecha      | Hora    |
| -------------------- | --------- | ------------------------- | ------------------- | ---------- | ------- |
| Palestino            | 1-1       | Audax Italiano            | La Cisterna         | 2 de marzo | 17:30   |
| Everton              | 2-1       | San Luis                  | Sausalito           | 2 de marzo | 20:00   |
| Colo-Colo            | 2-1       | Huachipato                | Monumental          | 3 de marzo | 18:00   |
| Unión Española       | 2-3       | Universidad de Concepción | Santa Laura         | 3 de marzo | 20:30   |
| Deportes Iquique     | 0-1       | Universidad Católica      | Zorros del Desierto | 4 de marzo | 18:00   |
| Universidad de Chile | 2-0       | Deportes Antofagasta      | Nacional            | 4 de marzo | 20:30   |
| Unión La Calera      | 0-0       | Curicó Unido              | Lucio Fariña        | 5 de marzo | 18:30   |
| O'Higgins            | 2-0       | Deportes Temuco           | El Teniente         | 5 de marzo | 21:00   |

| Fecha 6                   | Fecha 6   | Fecha 6              | Fecha 6                 | Fecha 6     | Fecha 6 |
| Local                     | Resultado | Visita               | Estadio                 | Fecha       | Hora    |
| ------------------------- | --------- | -------------------- | ----------------------- | ----------- | ------- |
| Deportes Temuco           | 3-2       | Palestino            | Germán Becker           | 16 de marzo | 20:15   |
| Everton                   | 0-1       | Universidad de Chile | Sausalito               | 17 de marzo | 12:00   |
| Curicó Unido              | 3-0       | Audax Italiano       | La Granja               | 17 de marzo | 20:30   |
| Universidad de Concepción | 2-1       | Colo-Colo            | Ester Roa               | 18 de marzo | 12:00   |
| San Luis                  | 0-0       | Deportes Iquique     | Lucio Fariña            | 18 de marzo | 18:00   |
| Deportes Antofagasta      | 3-2       | O'Higgins            | Calvo y Bascuñán        | 18 de marzo | 18:00   |
| Universidad Católica      | 3-1       | Unión Española       | San Carlos de Apoquindo | 18 de marzo | 20:30   |
| Huachipato                | 2-0       | Unión La Calera      | Huachipato-CAP          | 19 de marzo | 20:00   |

| Fecha 7          | Fecha 7   | Fecha 7                   | Fecha 7        | Fecha 7     | Fecha 7 |
| Local            | Resultado | Visita                    | Estadio        | Fecha       | Hora    |
| ---------------- | --------- | ------------------------- | -------------- | ----------- | ------- |
| Audax Italiano   | 2-3       | Universidad de Chile      | La Florida     | 30 de marzo | 18:00   |
| Colo-Colo        | 1-0       | Universidad Católica      | Monumental     | 31 de marzo | 12:30   |
| Huachipato       | 2-0       | Everton                   | Huachipato-CAP | 31 de marzo | 15:30   |
| O'Higgins        | 4-0       | San Luis                  | El Teniente    | 31 de marzo | 18:00   |
| Curicó Unido     | 1-1       | Deportes Temuco           | La Granja      | 31 de marzo | 20:30   |
| Deportes Iquique | 1-3       | Universidad de Concepción | Cavancha       | 1 de abril  | 12:30   |
| Palestino        | 1-1       | Deportes Antofagasta      | La Cisterna    | 1 de abril  | 15:00   |
| Unión La Calera  | 1-0       | Unión Española            | Lucio Fariña   | 1 de abril  | 17:30   |

| Fecha 8                   | Fecha 8   | Fecha 8          | Fecha 8                 | Fecha 8    | Fecha 8 |
| Local                     | Resultado | Visita           | Estadio                 | Fecha      | Hora    |
| ------------------------- | --------- | ---------------- | ----------------------- | ---------- | ------- |
| Deportes Temuco           | 0-4       | Deportes Iquique | Germán Becker           | 6 de abril | 20:00   |
| Everton                   | 1-3       | Unión La Calera  | Sausalito               | 7 de abril | 12:00   |
| Deportes Antofagasta      | 0-0       | Huachipato       | Calvo y Bascuñán        | 7 de abril | 15:00   |
| Universidad de Chile      | 2-1       | Curicó Unido     | Nacional                | 7 de abril | 17:30   |
| Universidad de Concepción | 1-0       | Audax Italiano   | Ester Roa               | 7 de abril | 20:00   |
| San Luis                  | 1-0       | Colo-Colo        | Lucio Fariña            | 8 de abril | 15:00   |
| Universidad Católica      | 2-1       | Palestino        | San Carlos de Apoquindo | 8 de abril | 17:30   |
| Unión Española            | 2-0       | O'Higgins        | Santa Laura             | 8 de abril | 20:00   |

| Fecha 9              | Fecha 9   | Fecha 9                   | Fecha 9        | Fecha 9     | Fecha 9 |
| Local                | Resultado | Visita                    | Estadio        | Fecha       | Hora    |
| -------------------- | --------- | ------------------------- | -------------- | ----------- | ------- |
| Unión La Calera      | 1-3       | Universidad de Concepción | Lucio Fariña   | 13 de abril | 20:00   |
| Palestino            | 2-1       | Everton                   | La Cisterna    | 14 de abril | 12:00   |
| O'Higgins            | 0-1       | Universidad Católica      | El Teniente    | 14 de abril | 15:00   |
| Huachipato           | 0-0       | Deportes Temuco           | Huachipato-CAP | 14 de abril | 17:30   |
| Curicó Unido         | 3-4       | Deportes Antofagasta      | La Granja      | 14 de abril | 20:00   |
| Universidad de Chile | 1-3       | Colo-Colo                 | Nacional       | 15 de abril | 12:00   |
| Deportes Iquique     | 0-1       | Unión Española            | Cavancha       | 15 de abril | 15:00   |
| Audax Italiano       | 1-1       | San Luis                  | La Florida     | 15 de abril | 20:10   |

| Fecha 10                  | Fecha 10  | Fecha 10             | Fecha 10                | Fecha 10    | Fecha 10 |
| Local                     | Resultado | Visita               | Estadio                 | Fecha       | Hora     |
| ------------------------- | --------- | -------------------- | ----------------------- | ----------- | -------- |
| Unión Española            | 2-1       | Huachipato           | Santa Laura             | 20 de abril | 20:00    |
| Deportes Iquique          | 2-1       | Palestino            | Cavancha                | 21 de abril | 12:00    |
| Colo-Colo                 | 2-0       | Deportes Temuco      | Monumental              | 21 de abril | 17:30    |
| Universidad de Concepción | 2-0       | Everton              | Ester Roa               | 21 de abril | 20:00    |
| O'Higgins                 | 2-2       | Curicó Unido         | El Teniente             | 22 de abril | 12:00    |
| Unión La Calera           | 6-1       | Universidad de Chile | Lucio Fariña            | 22 de abril | 15:00    |
| Universidad Católica      | 1-0       | Audax Italiano       | San Carlos de Apoquindo | 22 de abril | 17:30    |
| Deportes Antofagasta      | 1-0       | San Luis             | Calvo y Bascuñán        | 22 de abril | 20:00    |

| Fecha 11             | Fecha 11  | Fecha 11                  | Fecha 11       | Fecha 11    | Fecha 11 |
| Local                | Resultado | Visita                    | Estadio        | Fecha       | Hora     |
| -------------------- | --------- | ------------------------- | -------------- | ----------- | -------- |
| Curicó Unido         | 0-0       | Colo-Colo                 | La Granja      | 28 de abril | 12:00    |
| Huachipato           | 2-2       | Deportes Iquique          | Huachipato-CAP | 28 de abril | 15:00    |
| Everton              | 1-1       | Unión Española            | Sausalito      | 28 de abril | 17:30    |
| Audax Italiano       | 0-0       | Deportes Antofagasta      | La Florida     | 28 de abril | 20:00    |
| Palestino            | 2-3       | O'Higgins                 | La Cisterna    | 29 de abril | 12:00    |
| Deportes Temuco      | 0-2       | Unión La Calera           | Germán Becker  | 29 de abril | 15:00    |
| Universidad de Chile | 1-2       | Universidad de Concepción | Nacional       | 29 de abril | 17:30    |
| San Luis             | 1-1       | Universidad Católica      | Lucio Fariña   | 29 de abril | 20:00    |

| Fecha 12             | Fecha 12  | Fecha 12                  | Fecha 12                | Fecha 12  | Fecha 12 |
| Local                | Resultado | Visita                    | Estadio                 | Fecha     | Hora     |
| -------------------- | --------- | ------------------------- | ----------------------- | --------- | -------- |
| Unión Española       | 4-0       | San Luis                  | Santa Laura             | 4 de mayo | 20:00    |
| Deportes Iquique     | 2-2       | Curicó Unido              | Cavancha                | 5 de mayo | 12:00    |
| Deportes Antofagasta | 3-2       | Deportes Temuco           | Calvo y Bascuñán        | 5 de mayo | 15:00    |
| Unión La Calera      | 1-0       | Audax Italiano            | Lucio Fariña            | 5 de mayo | 17:30    |
| Universidad Católica | 3-1       | Huachipato                | San Carlos de Apoquindo | 5 de mayo | 20:00    |
| O'Higgins            | 0-1       | Universidad de Chile      | El Teniente             | 6 de mayo | 12:00    |
| Palestino            | 1-2       | Universidad de Concepción | La Cisterna             | 6 de mayo | 15:00    |
| Colo-Colo            | 3-1       | Everton                   | Monumental              | 6 de mayo | 17:30    |

| Fecha 13                  | Fecha 13  | Fecha 13             | Fecha 13                | Fecha 13   | Fecha 13 |
| Local                     | Resultado | Visita               | Estadio                 | Fecha      | Hora     |
| ------------------------- | --------- | -------------------- | ----------------------- | ---------- | -------- |
| Colo-Colo                 | 0-0       | Deportes Iquique     | Monumental              | 11 de mayo | 20:00    |
| San Luis                  | 1-2       | Unión La Calera      | Lucio Fariña            | 12 de mayo | 12:00    |
| Huachipato                | 1-1       | Palestino            | Huachipato-CAP          | 12 de mayo | 15:00    |
| Everton                   | 1-1       | Curicó Unido         | Sausalito               | 12 de mayo | 20:00    |
| Universidad Católica      | 1-1       | Universidad de Chile | San Carlos de Apoquindo | 13 de mayo | 12:00    |
| Deportes Temuco           | 2-0       | Unión Española       | Germán Becker           | 13 de mayo | 15:00    |
| Audax Italiano            | 1-2       | O'Higgins            | La Florida              | 13 de mayo | 17:30    |
| Universidad de Concepción | 3-2       | Deportes Antofagasta | Ester Roa               | 13 de mayo | 20:00    |

| Fecha 14                  | Fecha 14  | Fecha 14             | Fecha 14         | Fecha 14   | Fecha 14 |
| Local                     | Resultado | Visita               | Estadio          | Fecha      | Hora     |
| ------------------------- | --------- | -------------------- | ---------------- | ---------- | -------- |
| Universidad de Chile      | 1-2       | Palestino            | Nacional         | 18 de mayo | 20:00    |
| Deportes Iquique          | 1-1       | Audax Italiano       | Cavancha         | 19 de mayo | 12:00    |
| Unión La Calera           | 4-0       | O'Higgins            | Lucio Fariña     | 19 de mayo | 15:00    |
| Unión Española            | 3-2       | Colo-Colo            | Santa Laura      | 19 de mayo | 17:30    |
| Deportes Antofagasta      | 3-2       | Everton              | Calvo y Bascuñán | 20 de mayo | 15:00    |
| Universidad de Concepción | 0-0       | Universidad Católica | Ester Roa        | 20 de mayo | 17:30    |
| Curicó Unido              | 2-1       | Huachipato           | La Granja        | 20 de mayo | 20:00    |
| Deportes Temuco           | 2-2       | San Luis             | Germán Becker    | 21 de mayo | 15:00    |

| Fecha 15             | Fecha 15  | Fecha 15                  | Fecha 15                | Fecha 15   | Fecha 15 |
| Local                | Resultado | Visita                    | Estadio                 | Fecha      | Hora     |
| -------------------- | --------- | ------------------------- | ----------------------- | ---------- | -------- |
| San Luis             | 0-3       | Universidad de Concepción | Lucio Fariña            | 26 de mayo | 12:00    |
| Huachipato           | 0-1       | Universidad de Chile      | Huachipato-CAP          | 26 de mayo | 15:00    |
| O'Higgins            | 2-1       | Deportes Iquique          | El Teniente             | 26 de mayo | 17:30    |
| Universidad Católica | 0-0       | Deportes Antofagasta      | San Carlos de Apoquindo | 26 de mayo | 20:00    |
| Palestino            | 2-1       | Curicó Unido              | La Pintana              | 27 de mayo | 12:00    |
| Everton              | 2-2       | Deportes Temuco           | Sausalito               | 27 de mayo | 15:00    |
| Audax Italiano       | 1-1       | Unión Española            | La Florida              | 27 de mayo | 17:30    |
| Colo-Colo            | 0-2       | Unión La Calera           | Monumental              | 28 de mayo | 20:00    |

### Segunda rueda
| Fecha 16                  | Fecha 16  | Fecha 16             | Fecha 16                | Fecha 16    | Fecha 16 |
| Local                     | Resultado | Visita               | Estadio                 | Fecha       | Hora     |
| ------------------------- | --------- | -------------------- | ----------------------- | ----------- | -------- |
| Universidad de Concepción | 3-2       | Palestino            | Ester Roa               | 20 de julio | 20:00    |
| Unión La Calera           | 1-2       | Colo-Colo            | Sausalito               | 21 de julio | 12:00    |
| Deportes Temuco           | 1-1       | Deportes Antofagasta | Germán Becker           | 21 de julio | 15:00    |
| Universidad Católica      | 2-2       | Deportes Iquique     | San Carlos de Apoquindo | 21 de julio | 17:30    |
| Unión Española            | 2-4       | Audax Italiano       | Santa Laura             | 21 de julio | 20:00    |
| Curicó Unido              | 1-0       | San Luis             | La Granja               | 22 de julio | 12:00    |
| Universidad de Chile      | 2-2       | Huachipato           | Nacional                | 22 de julio | 17:30    |
| Everton                   | 0-1       | O'Higgins            | Sausalito               | 22 de julio | 20:00    |

| Fecha 17             | Fecha 17  | Fecha 17                  | Fecha 17         | Fecha 17    | Fecha 17 |
| Local                | Resultado | Visita                    | Estadio          | Fecha       | Hora     |
| -------------------- | --------- | ------------------------- | ---------------- | ----------- | -------- |
| Huachipato           | 1-1       | Unión Española            | Huachipato-CAP   | 27 de julio | 20:00    |
| Palestino            | 2-2       | Universidad Católica      | La Cisterna      | 28 de julio | 12:00    |
| Deportes Antofagasta | 4-0       | Universidad de Chile      | Calvo y Bascuñán | 28 de julio | 15:00    |
| Audax Italiano       | 4-1       | Universidad de Concepción | La Florida       | 28 de julio | 20:00    |
| Deportes Iquique     | 1-1       | Everton                   | Cavancha         | 29 de julio | 12:00    |
| San Luis             | 1-2       | Deportes Temuco           | Elías Figueroa   | 29 de julio | 15:00    |
| Colo-Colo            | 2-0       | Curicó Unido              | Monumental       | 29 de julio | 17:30    |
| O'Higgins            | 2-3       | Unión La Calera           | El Teniente      | 29 de julio | 20:00    |

| Fecha 18                  | Fecha 18  | Fecha 18         | Fecha 18                | Fecha 18    | Fecha 18 |
| Local                     | Resultado | Visita           | Estadio                 | Fecha       | Hora     |
| ------------------------- | --------- | ---------------- | ----------------------- | ----------- | -------- |
| Unión La Calera           | 1-1       | Palestino        | Sausalito               | 3 de agosto | 20:00    |
| Deportes Temuco           | 1-0       | Colo-Colo        | Germán Becker           | 4 de agosto | 15:00    |
| Universidad Católica      | 2-1       | Everton          | San Carlos de Apoquindo | 4 de agosto | 17:30    |
| Universidad de Concepción | 1-0       | Huachipato       | Ester Roa               | 4 de agosto | 20:00    |
| San Luis                  | 2-0       | O'Higgins        | Elías Figueroa          | 5 de agosto | 12:00    |
| Deportes Antofagasta      | 2-0       | Curicó Unido     | Calvo y Bascuñán        | 5 de agosto | 15:00    |
| Universidad de Chile      | 1-2       | Audax Italiano   | Nacional                | 5 de agosto | 17:30    |
| Unión Española            | 0-0       | Deportes Iquique | Santa Laura             | 5 de agosto | 20:00    |

| Fecha 19        | Fecha 19  | Fecha 19                  | Fecha 19       | Fecha 19     | Fecha 19 |
| Local           | Resultado | Visita                    | Estadio        | Fecha        | Hora     |
| --------------- | --------- | ------------------------- | -------------- | ------------ | -------- |
| Everton         | 1-0       | Universidad de Concepción | Sausalito      | 10 de agosto | 20:00    |
| Palestino       | 1-1       | Deportes Temuco           | La Cisterna    | 11 de agosto | 12:00    |
| Unión La Calera | 2-2       | Universidad Católica      | Sausalito      | 11 de agosto | 15:00    |
| Unión Española  | 1-4       | Universidad de Chile      | Santa Laura    | 11 de agosto | 17:30    |
| Curicó Unido    | 0-0       | Deportes Iquique          | La Granja      | 11 de agosto | 20:00    |
| O'Higgins       | 0-3       | Deportes Antofagasta      | El Teniente    | 12 de agosto | 15:00    |
| Colo-Colo       | 3-2       | San Luis                  | Monumental     | 12 de agosto | 17:30    |
| Huachipato      | 1-0       | Audax Italiano            | Huachipato-CAP | 12 de agosto | 20:00    |

| Fecha 20                  | Fecha 20  | Fecha 20        | Fecha 20                | Fecha 20     | Fecha 20 |
| Local                     | Resultado | Visita          | Estadio                 | Fecha        | Hora     |
| ------------------------- | --------- | --------------- | ----------------------- | ------------ | -------- |
| Audax Italiano            | 3-1       | Palestino       | La Florida              | 17 de agosto | 20:00    |
| San Luis                  | 0-2       | Unión Española  | Elías Figueroa          | 18 de agosto | 12:00    |
| Deportes Antofagasta      | 0-2       | Unión La Calera | Calvo y Bascuñán        | 18 de agosto | 15:00    |
| Universidad de Chile      | 1-0       | O'Higgins       | Nacional                | 18 de agosto | 17:30    |
| Everton                   | 0-0       | Huachipato      | Sausalito               | 18 de agosto | 20:00    |
| Deportes Iquique          | 2-1       | Colo-Colo       | Zorros del Desierto     | 19 de agosto | 12:00    |
| Universidad de Concepción | 0-0       | Deportes Temuco | Ester Roa               | 19 de agosto | 15:00    |
| Universidad Católica      | 2-1       | Curicó Unido    | San Carlos de Apoquindo | 19 de agosto | 17:30    |

| Fecha 21        | Fecha 21  | Fecha 21                  | Fecha 21       | Fecha 21     | Fecha 21 |
| Local           | Resultado | Visita                    | Estadio        | Fecha        | Hora     |
| --------------- | --------- | ------------------------- | -------------- | ------------ | -------- |
| Curicó Unido    | 1-0       | Universidad de Concepción | La Granja      | 24 de agosto | 20:00    |
| Colo-Colo       | 1-0       | Universidad de Chile      | Monumental     | 25 de agosto | 12:00    |
| Deportes Temuco | 1-1       | Everton                   | Germán Becker  | 25 de agosto | 15:00    |
| Huachipato      | 0-0       | Deportes Antofagasta      | Huachipato-CAP | 25 de agosto | 17:30    |
| O'Higgins       | 1-1       | Unión Española            | El Teniente    | 25 de agosto | 20:00    |
| Palestino       | 0-1       | San Luis                  | La Cisterna    | 26 de agosto | 12:00    |
| Unión La Calera | 1-0       | Deportes Iquique          | Sausalito      | 26 de agosto | 17:30    |
| Audax Italiano  | 0-0       | Universidad Católica      | La Florida     | 26 de agosto | 20:00    |

| Fecha 22                  | Fecha 22  | Fecha 22             | Fecha 22         | Fecha 22        | Fecha 22 |
| Local                     | Resultado | Visita               | Estadio          | Fecha           | Hora     |
| ------------------------- | --------- | -------------------- | ---------------- | --------------- | -------- |
| Universidad de Chile      | 2-1       | Deportes Temuco      | Nacional         | 31 de agosto    | 20:00    |
| Deportes Iquique          | 3-1       | O'Higgins            | Cavancha         | 1 de septiembre | 12:00    |
| San Luis                  | 0-0       | Audax Italiano       | Lucio Fariña     | 1 de septiembre | 15:00    |
| Unión Española            | 1-1       | Universidad Católica | Santa Laura      | 1 de septiembre | 17:30    |
| Universidad de Concepción | 2-1       | Unión La Calera      | Ester Roa        | 1 de septiembre | 20:00    |
| Everton                   | 4-2       | Colo-Colo            | Sausalito        | 2 de septiembre | 12:00    |
| Deportes Antofagasta      | 1-0       | Palestino            | Calvo y Bascuñán | 2 de septiembre | 15:00    |
| Huachipato                | 1-0       | Curicó Unido         | Huachipato-CAP   | 2 de septiembre | 17:30    |

| Fecha 23                  | Fecha 23  | Fecha 23             | Fecha 23                | Fecha 23         | Fecha 23 |
| Local                     | Resultado | Visita               | Estadio                 | Fecha            | Hora     |
| ------------------------- | --------- | -------------------- | ----------------------- | ---------------- | -------- |
| Deportes Temuco           | 0-4       | Huachipato           | Germán Becker           | 21 de septiembre | 20:00    |
| Palestino                 | 1-1       | Unión Española       | La Cisterna             | 22 de septiembre | 12:00    |
| Audax Italiano            | 3-1       | Deportes Iquique     | La Florida              | 22 de septiembre | 15:00    |
| Unión La Calera           | 0-4       | Everton              | Lucio Fariña            | 22 de septiembre | 17:30    |
| Universidad Católica      | 2-1       | San Luis             | San Carlos de Apoquindo | 22 de septiembre | 20:00    |
| Universidad de Concepción | 3-1       | Universidad de Chile | Ester Roa               | 23 de septiembre | 12:00    |
| Curicó Unido              | 1-0       | O'Higgins            | La Granja               | 23 de septiembre | 15:00    |
| Colo-Colo                 | 3-4       | Deportes Antofagasta | Monumental              | 23 de septiembre | 17:30    |

| Fecha 24             | Fecha 24  | Fecha 24                  | Fecha 24                | Fecha 24         | Fecha 24 |
| Local                | Resultado | Visita                    | Estadio                 | Fecha            | Hora     |
| -------------------- | --------- | ------------------------- | ----------------------- | ---------------- | -------- |
| San Luis             | 2-4       | Huachipato                | Lucio Fariña            | 28 de septiembre | 20:00    |
| Deportes Iquique     | 2-1       | Deportes Temuco           | Cavancha                | 29 de septiembre | 12:00    |
| Universidad de Chile | 1-0       | Unión La Calera           | Nacional                | 29 de septiembre | 15:00    |
| O'Higgins            | 2-2       | Palestino                 | El Teniente             | 29 de septiembre | 17:30    |
| Everton              | 1-0       | Audax Italiano            | Sausalito               | 29 de septiembre | 20:00    |
| Universidad Católica | 1-0       | Colo-Colo                 | San Carlos de Apoquindo | 30 de septiembre | 12:00    |
| Deportes Antofagasta | 1-0       | Universidad de Concepción | Calvo y Bascuñán        | 30 de septiembre | 17:30    |
| Unión Española       | 2-1       | Curicó Unido              | Santa Laura             | 30 de septiembre | 20:00    |

| Fecha 25                  | Fecha 25  | Fecha 25             | Fecha 25       | Fecha 25     | Fecha 25 |
| Local                     | Resultado | Visita               | Estadio        | Fecha        | Hora     |
| ------------------------- | --------- | -------------------- | -------------- | ------------ | -------- |
| Deportes Temuco           | 0-1       | O'Higgins            | Germán Becker  | 6 de octubre | 12:00    |
| Palestino                 | 1-3       | Universidad de Chile | La Cisterna    | 6 de octubre | 15:00    |
| Huachipato                | 3-0       | Universidad Católica | Huachipato-CAP | 6 de octubre | 17:30    |
| Audax Italiano            | 4-0       | Unión La Calera      | La Florida     | 6 de octubre | 20:00    |
| Curicó Unido              | 3-1       | Everton              | La Granja      | 7 de octubre | 15:00    |
| San Luis                  | 1-1       | Deportes Antofagasta | Lucio Fariña   | 7 de octubre | 17:30    |
| Colo-Colo                 | 1-1       | Unión Española       | Monumental     | 7 de octubre | 20:00    |
| Universidad de Concepción | 3-0       | Deportes Iquique     | Ester Roa      | 8 de octubre | 20:00    |

| Fecha 26             | Fecha 26  | Fecha 26                  | Fecha 26                | Fecha 26      | Fecha 26 |
| Local                | Resultado | Visita                    | Estadio                 | Fecha         | Hora     |
| -------------------- | --------- | ------------------------- | ----------------------- | ------------- | -------- |
| Unión Española       | 2-1       | Deportes Temuco           | Santa Laura             | 19 de octubre | 20:00    |
| O'Higgins            | 1-1       | Colo-Colo                 | El Teniente             | 20 de octubre | 12:00    |
| Curicó Unido         | 0-0       | Palestino                 | La Granja               | 20 de octubre | 15:00    |
| Unión La Calera      | 0-2       | Huachipato                | Lucio Fariña            | 20 de octubre | 17:30    |
| Universidad Católica | 1-0       | Universidad de Concepción | San Carlos de Apoquindo | 20 de octubre | 20:00    |
| Deportes Iquique     | 2-2       | San Luis                  | Cavancha                | 21 de octubre | 12:00    |
| Deportes Antofagasta | 1-1       | Audax Italiano            | Calvo y Bascuñán        | 21 de octubre | 15:00    |
| Universidad de Chile | 2-0       | Everton                   | Nacional                | 21 de octubre | 20:00    |

| Fecha 27                  | Fecha 27  | Fecha 27             | Fecha 27       | Fecha 27      | Fecha 27 |
| Local                     | Resultado | Visita               | Estadio        | Fecha         | Hora     |
| ------------------------- | --------- | -------------------- | -------------- | ------------- | -------- |
| Universidad de Concepción | 1-0       | Unión Española       | Ester Roa      | 26 de octubre | 20:00    |
| Universidad de Chile      | 2-0       | Universidad Católica | Nacional       | 27 de octubre | 12:00    |
| Unión La Calera           | 0-1       | San Luis             | Lucio Fariña   | 27 de octubre | 15:00    |
| Huachipato                | 0-1       | O'Higgins            | Huachipato-CAP | 27 de octubre | 20:15    |
| Palestino                 | 5-1       | Deportes Iquique     | La Cisterna    | 28 de octubre | 12:00    |
| Everton                   | 3-2       | Deportes Antofagasta | Sausalito      | 28 de octubre | 15:00    |
| Audax Italiano            | 1-1       | Colo-Colo            | La Florida     | 28 de octubre | 17:30    |
| Deportes Temuco           | 1-2       | Curicó Unido         | Germán Becker  | 28 de octubre | 20:00    |

| Fecha 28             | Fecha 28  | Fecha 28                  | Fecha 28         | Fecha 28        | Fecha 28 |
| Local                | Resultado | Visita                    | Estadio          | Fecha           | Hora     |
| -------------------- | --------- | ------------------------- | ---------------- | --------------- | -------- |
| O'Higgins            | 4-2       | Universidad de Concepción | El Teniente      | 2 de noviembre  | 18:00    |
| Deportes Iquique     | 2-0       | Huachipato                | Cavancha         | 3 de noviembre  | 12:00    |
| Deportes Temuco      | 2-1       | Audax Italiano            | Germán Becker    | 3 de noviembre  | 15:00    |
| Unión Española       | 2-2       | Everton                   | Santa Laura      | 3 de noviembre  | 17:30    |
| Deportes Antofagasta | 1-1       | Universidad Católica      | Calvo y Bascuñán | 4 de noviembre  | 15:30    |
| Curicó Unido         | 2-0       | Unión La Calera           | La Granja        | 4 de noviembre  | 18:00    |
| Colo-Colo            | 0-0       | Palestino                 | Monumental       | 4 de noviembre  | 20:30    |
| San Luis             | 1-2       | Universidad de Chile      | Lucio Fariña     | 10 de noviembre | 17:00    |

| Fecha 29                  | Fecha 29  | Fecha 29         | Fecha 29                | Fecha 29        | Fecha 29 |
| Local                     | Resultado | Visita           | Estadio                 | Fecha           | Hora     |
| ------------------------- | --------- | ---------------- | ----------------------- | --------------- | -------- |
| Audax Italiano            | 4-1       | Curicó Unido     | La Florida              | 23 de noviembre | 20:00    |
| Huachipato                | 1-2       | Colo-Colo        | Huachipato-CAP          | 24 de noviembre | 12:00    |
| Deportes Antofagasta      | 1-1       | Unión Española   | Calvo y Bascuñán        | 24 de noviembre | 12:00    |
| Unión La Calera           | 0-1       | Deportes Temuco  | Lucio Fariña            | 24 de noviembre | 20:00    |
| Everton                   | 3-0       | Palestino        | Sausalito               | 24 de noviembre | 20:00    |
| Universidad de Concepción | 2-0       | San Luis         | Ester Roa               | 25 de noviembre | 17:30    |
| Universidad Católica      | 1-0       | O'Higgins        | San Carlos de Apoquindo | 25 de noviembre | 17:30    |
| Universidad de Chile      | 0-0       | Deportes Iquique | Nacional                | 25 de noviembre | 17:30    |

| Fecha 30         | Fecha 30  | Fecha 30                  | Fecha 30      | Fecha 30        | Fecha 30 |
| Local            | Resultado | Visita                    | Estadio       | Fecha           | Hora     |
| ---------------- | --------- | ------------------------- | ------------- | --------------- | -------- |
| San Luis         | 1-2       | Everton                   | Lucio Fariña  | 28 de noviembre | 20:00    |
| Unión Española   | 1-1       | Unión La Calera           | Santa Laura   | 29 de noviembre | 20:30    |
| O'Higgins        | 4-0       | Audax Italiano            | El Teniente   | 29 de noviembre | 20:30    |
| Deportes Iquique | 0-2       | Deportes Antofagasta      | Cavancha      | 2 de diciembre  | 12:00    |
| Palestino        | 3-0       | Huachipato                | La Cisterna   | 2 de diciembre  | 17:30    |
| Curicó Unido     | 1-2       | Universidad de Chile      | La Granja     | 2 de diciembre  | 17:30    |
| Colo-Colo        | 0-2       | Universidad de Concepción | Monumental    | 2 de diciembre  | 17:30    |
| Deportes Temuco  | 1-2       | Universidad Católica (C)  | Germán Becker | 2 de diciembre  | 17:30    |

## Campeón
|                      |
| Universidad Católica |
|                      |
| 13.er título         |

## Copa Libertadores
| Equipo                    | Clasificado | Vía                           |
| ------------------------- | ----------- | ----------------------------- |
| Universidad Católica      | Chile 1     | 1.º de la Liga                |
| Universidad de Concepción | Chile 2     | 2.º de la Liga                |
| Universidad de Chile      | Chile 3     | 3.º de la Liga                |
| Palestino                 | Chile 4     | Campeón de la Copa Chile 2018 |

## Copa Sudamericana
| Equipo               | Clasificado | Vía            |
| -------------------- | ----------- | -------------- |
| Deportes Antofagasta | Chile 1     | 4.º de la Liga |
| Colo-Colo            | Chile 2     | 5.º de la Liga |
| Unión La Calera      | Chile 3     | 6.º de la Liga |
| Unión Española       | Chile 4     | 7.º de la Liga |

## Estadísticas

### Goleadores
| Jugador             | Equipo               | Goles |
| ------------------- | -------------------- | ----- |
| Esteban Paredes     | Colo-Colo            | 19    |
| Gabriel Torres      | Huachipato           | 15    |
| Matías Campos López | Palestino            | 14    |
| Tobías Figueroa     | Unión Española       | 14    |
| Eduard Bello        | Deportes Antofagasta | 13    |
| Patricio Rubio      | Everton              | 12    |
| Javier Parraguez    | Huachipato           | 11    |
| Brian Fernández     | Unión La Calera      | 11    |
| Mauro Caballero     | San Luis de Quillota | 11    |
| Sergio Santos       | Audax Italiano       | 9     |

### Hat-tricks o pókers
Aquí se encuentra la lista de hat-tricks y póker de goles (en general, tres o más goles marcados por un jugador en un mismo encuentro) conseguidos en la temporada.
| Día        | Jugador         | Goles | Local            | Resultado | Visitante                 | Fecha    |
| ---------- | --------------- | ----- | ---------------- | --------- | ------------------------- | -------- |
| 11/02/2018 | Esteban Paredes | 3     | Colo-Colo        | 3 - 2     | Audax Italiano            | Fecha 2  |
| 24/02/2018 | Gabriel Torres  | 3     | Huachipato       | 3 - 0     | Universidad de Concepción | Fecha 4  |
| 26/02/2018 | Tobías Figueroa | 3     | Curicó Unido     | 4 - 4     | Unión Española            | Fecha 4  |
| 01/09/2018 | Edwuin Pernía   | 3     | Deportes Iquique | 3 - 1     | O' Higgins                | Fecha 22 |
| 02/09/2018 | Patricio Rubio  | 4     | Everton          | 4 - 2     | Colo-Colo                 | Fecha 22 |
| 28/09/2018 | Gabriel Torres  | 3     | San Luis         | 2 - 4     | Huachipato                | Fecha 24 |

### Autogoles
| Paulo Garcés                                   | Deportes Antofagasta      | San Luis de Quillota      | 1 | 25 |
| Cristóbal Vergara                              | Deportes Temuco           | Deportes Iquique          | 1 | 24 |
| Juan Pablo Miño                                | Deportes Iquique          | Deportes Temuco           | 1 | 24 |
| Mathías Riquero                                | Deportes Temuco           | Huachipato                | 1 | 23 |
| Christian Vilches                              | Universidad de Chile      | Unión Española            | 1 | 19 |
| Guillermo Pacheco                              | Universidad de Concepción | Audax Italiano            | 1 | 17 |
| Gustavo Mencia                                 | Universidad de Concepción | Palestino                 | 1 | 16 |
| Daniel Franco                                  | Curicó Unido              | Palestino                 | 1 | 15 |
| José Gamonal                                   | Deportes Temuco           | Colo-Colo                 | 1 | 10 |
| Jorge Deschamps                                | Curicó Unido              | Universidad de Chile      | 1 | 8  |
| Hernán Lopes                                   | Deportes Iquique          | Universidad de Concepción | 2 | 7  |
| Bruno Romo                                     | Deportes Antofagasta      | O'Higgins FC              | 1 | 6  |
| Hernán Lopes                                   | Deportes Iquique          | Deportes Antofagasta      | 1 | 4  |
| Matías Donoso                                  | Deportes Temuco           | Audax Italiano            | 1 | 3  |
| Matías Dituro                                  | Universidad Católica      | Deportes Temuco           | 1 | 1  |
| Guillermo Hauché                               | Deportes Temuco           | Universidad Católica      | 1 | 1  |
| Actualizado el 7 de octubre de 2018, 17:40 UTC |                           |                           |   |    |

### Récords de goles
- Primer gol del torneo: autogol anotado por Guillermo Hauché de Deportes Temuco para Universidad Católica (Fecha 1).
- Último gol del torneo: gol anotado por Luis Rivero en el minuto 82 para Universidad de Concepción contra Colo Colo (Fecha 30).
- Gol más rápido: anotado en el segundo 16 por Pablo Aránguiz en el Curicó Unido 4 - 4 Unión Española (Fecha 4).
- Gol más tardío: anotado a los 94 minutos con 5 segundos por Diego Fernández en el Deportes Iquique 2 - 1 Colo Colo (Fecha 20).
- Mayor número de goles marcados en un partido: 8 goles.
  - Curicó Unido 4 - 4 Unión Española (Fecha 4).
- Mayor victoria de local:
  - Unión La Calera 6 - 1 Universidad de Chile (Fecha 10).
- Mayor victoria de visita:
  - Deportes Temuco 0 - 4 Deportes Iquique (Fecha 8).
  - Deportes Temuco 0 - 4 Huachipato (Fecha 23).
  - Unión La Calera 0 - 4  Everton  (Fecha 23).

### Rachas de equipos
- Racha más larga de victorias: de 9 partidos
  - Universidad de Concepción (Fecha 5 – 13).

- Racha más larga de partidos invictos: de 17 partidos
  - Universidad Católica (Fecha 8 – 24)

- Racha más larga de derrotas: de 8 partidos
  - Unión La Calera (Fecha 22 – 29)

- Racha más larga de partidos sin ganar: de 13 partidos
  - Everton (Fecha 6 – 18).

- Racha más larga de empates: de 5 partidos
  - Universidad Católica (Fecha 13 – 17).

## Equipo ideal
El 11 ideal de la Primera División 2018.
| Posición            | Jugador             | Equipo                    |
| ------------------- | ------------------- | ------------------------- |
| Arquero             | Matías Dituro       | Universidad Católica      |
| Lateral derecho     | Óscar Opazo         | Colo-Colo                 |
| Central derecho     | Germán Lanaro       | Universidad Católica      |
| Central izquierdo   | Rafael Vaz          | Universidad de Chile      |
| Lateral izquierdo   | Ronald de la Fuente | Universidad de Concepción |
| Volante derecho     | Diego Buonanotte    | Universidad Católica      |
| Volante central     | Luciano Aued        | Universidad Católica      |
| Volante izquierdo   | Fernando Manríquez  | Universidad de Concepción |
| Delantero derecho   | Eduard Bello        | Deportes Antofagasta      |
| Delantero centro    | Esteban Paredes     | Colo-Colo                 |
| Delantero izquierdo | Yeferson Soteldo    | Universidad de Chile      |

## Entrenadores
| Deportes Iquique                                   | Erick Guerrero         | 1.º - 4.º        |
| Deportes Iquique                                   | Miguel Riffo           | 5.º - 25.º       |
| Deportes Iquique                                   | Luis Musrri            | 26.º -           |
| Audax Italiano                                     | Hugo Vilches           | 1.º - 8.º        |
| Audax Italiano                                     | Juan José Ribera       | 9.º en adelante  |
| Colo-Colo                                          | Pablo Guede            | 1.º - 9.º        |
| Colo-Colo                                          | Agustín Salvatierra    | 10.º             |
| Colo-Colo                                          | Héctor Tapia           | 11.º en adelante |
| Universidad de Chile                               | Guillermo Hoyos        | 1.º - 10.º       |
| Universidad de Chile                               | Cesar Henríquez        | 11.º             |
| Universidad de Chile                               | Esteban Valencia       | 12.º - 15.°      |
| Universidad de Chile                               | Frank Kudelka          | 16.º en adelante |
| Palestino                                          | Germán Cavalieri       | 1.º - 14.º       |
| Palestino                                          | Sebastián Méndez       | 15.º - 25°       |
| Palestino                                          | Ivo Basay              | 26.º en adelante |
| Everton                                            | Pablo Sánchez          | 1.º - 15.º       |
| Everton                                            | Javier Torrente        | 16.º en adelante |
| Curicó Unido                                       | Luis Marcoleta         | 1.º - 15.º       |
| Curicó Unido                                       | Jaime Vera             | 16.º en adelante |
| Deportes Temuco                                    | Dalcio Giovagnoli      | 1.º - 15.º       |
| Deportes Temuco                                    | Miguel Ponce           | 16.° en adelante |
| O'Higgins                                          | Gabriel Milito         | 1.º - 15.º       |
| O'Higgins                                          | Mauricio Larriera      | 16.° - 23.º      |
| O'Higgins                                          | Marco Antonio Figueroa | 24.° en adelante |
| San Luis de Quillota                               | Miguel Ramírez         | 1.º - 15.º       |
| San Luis de Quillota                               | Diego Osella           | 16.º - 24.º      |
| San Luis de Quillota                               | Mauricio Riffo         | 25.º en adelante |
| Unión Española                                     | Martín Palermo         | 1.º - 28.º       |
| Unión Española                                     | Fernando Díaz          | 29.º en adelante |
| Unión La Calera                                    | Víctor Rivero          | 1.º - 28.º       |
| Unión La Calera                                    | Francisco Meneghini    | 29.º en adelante |
| 1. 2. 3. 4. 5. 6. 7. 8. 9. 10. 11. 12. 13. 14. 15. |                        |                  |
| Actualizado el 3 de noviembre de 2018, 22:00 UTC   |                        |                  |

## Asistencia en los estadios
- Fecha de actualización: 15 de noviembre de 2018

### Equipos con mejor asistencia
| Estadio                          | Ciudad/Comuna | Local                     | Partidos | Público | Promedio |
| -------------------------------- | ------------- | ------------------------- | -------- | ------- | -------- |
| Nacional Julio Martínez Prádanos | Nuñoa         | Universidad de Chile      | 15       | 451 533 | 30 102   |
| Monumental                       | Macul         | Colo-Colo                 | 15*      | 323 127 | 21 542   |
| San Carlos de Apoquindo          | Las Condes    | Universidad Católica      | 15       | 161 169 | 10 745   |
| Germán Becker                    | Temuco        | Deportes Temuco           | 15       | 105 508 | 7034     |
| Sausalito                        | Viña del Mar  | Everton                   | 15       | 99 970  | 6665     |
| El Teniente                      | Rancagua      | O'Higgins                 | 15       | 93 180  | 6212     |
| Ester Roa Rebolledo              | Concepción    | Universidad de Concepción | 15       | 72 922  | 4861     |
| Calvo y Bascuñán                 | Antofagasta   | Deportes Antofagasta      | 15       | 61 919  | 4128     |
| Santa Laura                      | Independencia | Unión Española            | 15       | 55 322  | 3688     |
| La Granja                        | Curicó        | Curicó Unido              | 15       | 55 044  | 3670     |
| Lucio Fariña Fernández           | Quillota      | Unión La Calera           | 15       | 47 091  | 3139     |
| Lucio Fariña Fernández           | Quillota      | San Luis                  | 15       | 40 788  | 2719     |
| Bicentenario de La Florida       | La Florida    | Audax Italiano            | 15       | 40 325  | 2688     |
| Cavancha                         | Iquique       | Deportes Iquique          | 15       | 38 875  | 2592     |
| Huachipato-CAP Acero             | Talcahuano    | Huachipato                | 15       | 35 897  | 2393     |
| La Cisterna                      | La Cisterna   | Palestino                 | 15       | 35 792  | 2386     |

- Colo-Colo dos partidos sin espectadores y otro restringido.

## Regla del sub-20
- El reglamento del Campeonato Nacional de la Primera División Temporada 2018, señala en su artículo 31 que “en la sumatoria de todos los partidos del Campeonato que dispute cada club, los jugadores chilenos nacidos a partir del 01 de enero de 1998 deberán haber disputado a lo menos el cincuenta por ciento de los minutos efectivamente jugados”. Esta obligación, también se extiende a la Copa Chile y a los torneos de la Primera B y Segunda División Profesional.

- En el caso de cumplimiento entre el 45,1 % al 99,9 % de los minutos, la sanción será la pérdida de tres puntos más una multa de 500 UF, descontándose de la tabla de la fase regular del respectivo campeonato. Si el cumplimiento de los minutos alcanza entre el 40,1 al 45 % de los minutos, el descuento será de seis puntos de pérdida más la multa, y si el cumplimiento alcanza al 40 % o menos de los minutos, el descuento será de nueve puntos, igualmente contando con la multa antes mencionada.

| Equipo                                              | min. Requeridos | min. Disputados | min. Pendientes | % Cumplimiento |
| --------------------------------------------------- | --------------- | --------------- | --------------- | -------------- |
| Audax Italiano                                      | 1350            | 1456            | 0               | 107,85%        |
| Colo-Colo                                           | 1350            | 1328            | 22              | 98,37%         |
| Curicó Unido                                        | 1350            | 1473            | 0               | 109,11%        |
| Deportes Antofagasta                                | 1350            | 1290            | 60              | 95,56%         |
| Deportes Iquique                                    | 1350            | 1290            | 60              | 95,56%         |
| Deportes Temuco                                     | 1350            | 1420            | 0               | 105,19%        |
| Everton                                             | 1350            | 1780            | 0               | 131,85%        |
| Huachipato                                          | 1350            | 1354            | 0               | 100,30%        |
| O'Higgins                                           | 1350            | 1723            | 0               | 127,67%        |
| Palestino                                           | 1350            | 1388            | 0               | 102,81%        |
| San Luis                                            | 1350            | 2007            | 0               | 148,67%        |
| Unión Española                                      | 1350            | 1796            | 0               | 133,04%        |
| Unión La Calera                                     | 1350            | 2314            | 0               | 171,14%        |
| Universidad Católica                                | 1350            | 1710            | 0               | 126,67%        |
| Universidad de Chile                                | 1350            | 1887            | 0               | 139,78%        |
| Universidad de Concepción                           | 1350            | 1350            | 0               | 100,00%        |
| Actualizado el 30 de noviembre de 2018, 07:07 UTC — |                 |                 |                 |                |

     Cumplieron con el reglamento. 
     No cumplieron con el reglamento. Incurre en la pérdida de 3 puntos, más una multa de 500 UF (45,1 % al 99,9 %)
     No cumplieron con el reglamento. Incurre en la pérdida de 6 puntos, más una multa de 500 UF (40,1 % al 45,0 %)
     No cumplieron con el reglamento. Incurre en la pérdida de 9 puntos, más una multa de 500 UF (Menos del 40,0 %)